# Генерал парашютных войск
«Генерал парашютных войск»
Генерал парашютных войск (нем. General der Fallschirmtruppe) — должностное воинское звание «генерала рода войск» в Вермахте.
В Люфтваффе звание генерала парашютных войск находилось по старшинству между генерал-лейтенантом и генерал-полковником.

## Генералы
| Имя                        | Фото | Дата производства | Примечания                                                       |
| -------------------------- | ---- | ----------------- | ---------------------------------------------------------------- |
| Курт Штудент (1890–1978)   |      | 1 мая 1943        | генерал авиации (19 июля 1940), генерал-полковник (13 июля 1944) |
| Альфред Шлемм (1894–1986)  |      | 4 ноября 1944     | генерал авиации (1 января 1943)                                  |
| Ойген Майндль (1892–1951)  |      | 1 апреля 1944     |                                                                  |
| Бруно Бройер (1893–1947)   |      | 1 июня 1944       |                                                                  |
| Бернхард Рамке (1889–1968) |      | 1 сентября 1944   |                                                                  |
| Рихард Хайдрих (1896–1947) |      | 1 октября 1944    |                                                                  |
| Пауль Конрат (1896–1979)   |      | 1 января 1945     |                                                                  |